# Омето

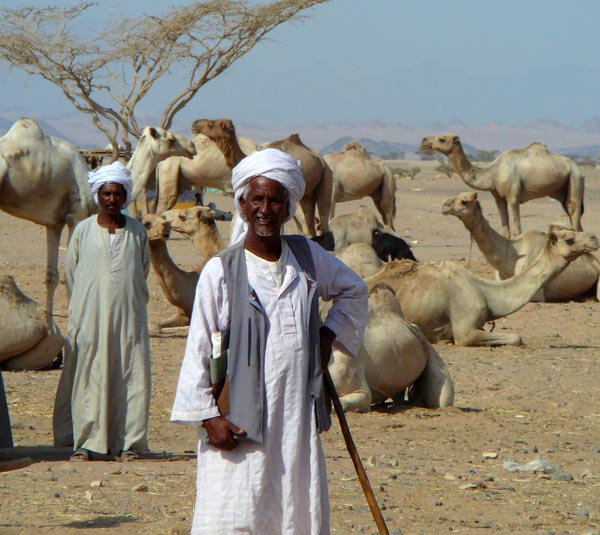
Кочевники омето

Оме́то (от названия реки Омо) — группа народов, говорящих на омотских языках и проживающих в Южной Эфиопии. Группа народов в составе кушитов: куло, конта, куча, чара, зайсе, харуро, гему, гофа, зала, шангама, баскето, диме, баддиту, бородда, уба, мале, мано, доко и др. (Громыко 1988 : 29)
Самый крупный и наиболее развитый народ — валяйта. Их общая численность составляет 100 тыс. человек.
Создана письменность (эфиопское письмо).

## Религия
Большинство омето – христиане или последователи синкретической религии. Среди валяйта много мусульман–суннитов. (Попов 1991: 397)

## История
Ометские княжества возникли в XIV—XVI веках. Оставаясь изолированными от амхара в результате вторжения оромо, народы развивались самостоятельно до тех пор, пока в конце XIX века не были покорены императором Менеликом II и их земли не вошли в состав Эфиопского государства. На протяжении двух предшествующих веков они сумели создать несколько небольших государств, наиболее развитым из которых была Кэфа. К концу XIX века все омето вошли в состав Эфиопии. (Громыко 1986: с.34)

## Занятия
Основные занятия народа омето — пашенное и ручное земледелие, животноводство. Большое значение имело скотоводство. Также распространены рыболовство и охота. Ткачество считается почётным занятием; остальные ремёсла, включая охоту, связаны с низшими кастами. Несмотря на все различия между отдельными народами, Эфиопия и Эритрея образуют культурную общность. Например, у омето — сходный национальный костюм: характерная форма штанов, рубах, пояс и шамма — подобие римской тоги. (Минц 2007: 278)

## Социальная организация
Характерная черта традиционной социальной организации омето — общинно-кастовая система. Существовали касты знати, потомков невольников, свободных земледельцев, охотников – кожевников, купцов. У некоторых групп – касты жрецов и ритуальных услуг. (Бромлей, Арутюнов, 1988 : с.347)

## Жилища
Община (сельская), как правило, занимала отдельную возвышенность. Семья состояла из малого количества человек, счёт родства патрилинейный. У конта и харуро распространён левират, у валяйта, шангама и мале распространены полигинные браки. Жилища, одежда, пища сходны с сидамскими (Сидамо) с рядом местных особенностей. (Попов, 1999: с. 397)